# Николе, Никола
Никола Николе (фр. Nicolas de Nicolay; 1517, Ла-Грав — 25 июня 1583, Суассон) — французский государственный деятель, художник и путешественник.

## Биография
Родился в 1517 году в исторической области Дофине, Франция. С 1542 года, служил наемником в Германии, Дании, Англии, Швеции, Италии и Испании.
Объездив большую часть Европы, занял должность придворного географа при Генрихе II, выполнял также обязанности камердинера короля. Сочинения Николе, замечательны превосходными рисунками:
- «Navigations et pérégrinations de N. de N.» (Лион, 1568);
- «Navigation du roi d’Ecosse Jacques V autour de de son royame» (Париж, 1583).

В 1551 году по приказу короля в составе посольства Габриэля д’Арамона отправляется в Турцию, ко двору Сулеймана Великолепного. Его официальная задача — создание серии рисунков о стране, а неофициальное — создание плана местности.
Скончался в 1583 году в Суассоне, где занимал должность королевского комиссара артиллерии.